# Французька народна партія

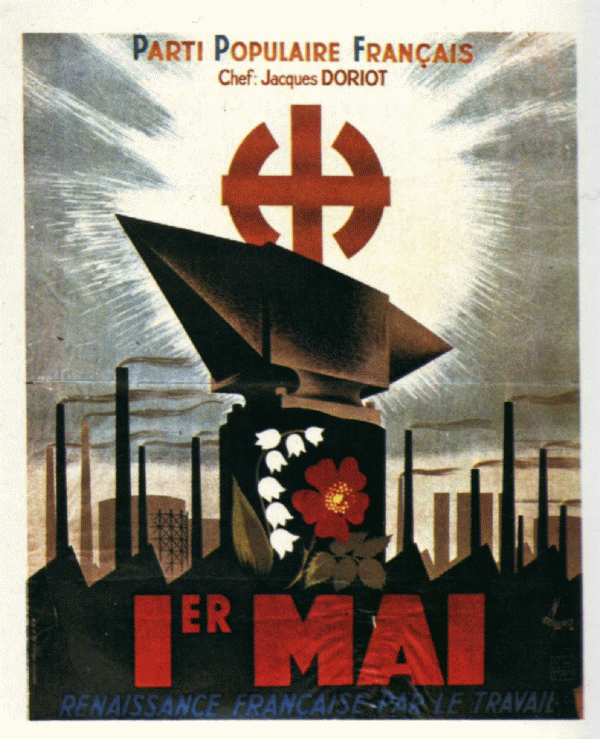
Пропагандистський плакат

Французька народна партія (фр. Parti Populaire Francais) — фашистська партія у Франції в 1936—1945 роках.

## Історія
Була заснована в 1936 році колишнім лідером Комуністичної молоді та мером міста Сен-Дізьє (1931) Жаком Доріо, що був виключений з  французької комуністичної партії в 1934 році.
Доріо створив Фронт свободи для боротьби з Народним фронтом, Союзом патріотичної молоді, Аграрної партії.
Партія розвивалася через підтримку середнього класу (особливо робітників). Поступово до влади в партії приходять молоді націоналісти. Також матеріальну підтримку партії надавав великий бізнес (банк Rothschild Frères, банк Banque L. Louis-Dreyfus, банк Banque de l'Indochine, банк Banque nationale pour le commerce et l'industrie).
У 1938 році фашистська партія схиляється до ідей нацизму і антисемітизму.
Після захоплення Німеччиною Франції разом з Національним народним союзом (RNP) намагаються стати основними союзними до Німеччини силами у Франції.
В 1943—1944 році прагнуть створити Французьку гвардію під проводом своєї партії. Деякі сформовані загони відступають до Німеччини після захоплення Франції союзниками. 22 лютого 1945 році гине Жак Доріо. Партія не пережила смерть свого лідера, і в майбутньому не була зроблена жодна спроба відродити партію в повоєнній Франції.